# Đorđevac
Đorđevac (cyr. Ђорђевац) – wieś w Serbii, w okręgu pczyńskim, w gminie Bujanovac. W 2002 roku pozostawała niezamieszkana.